# Balena

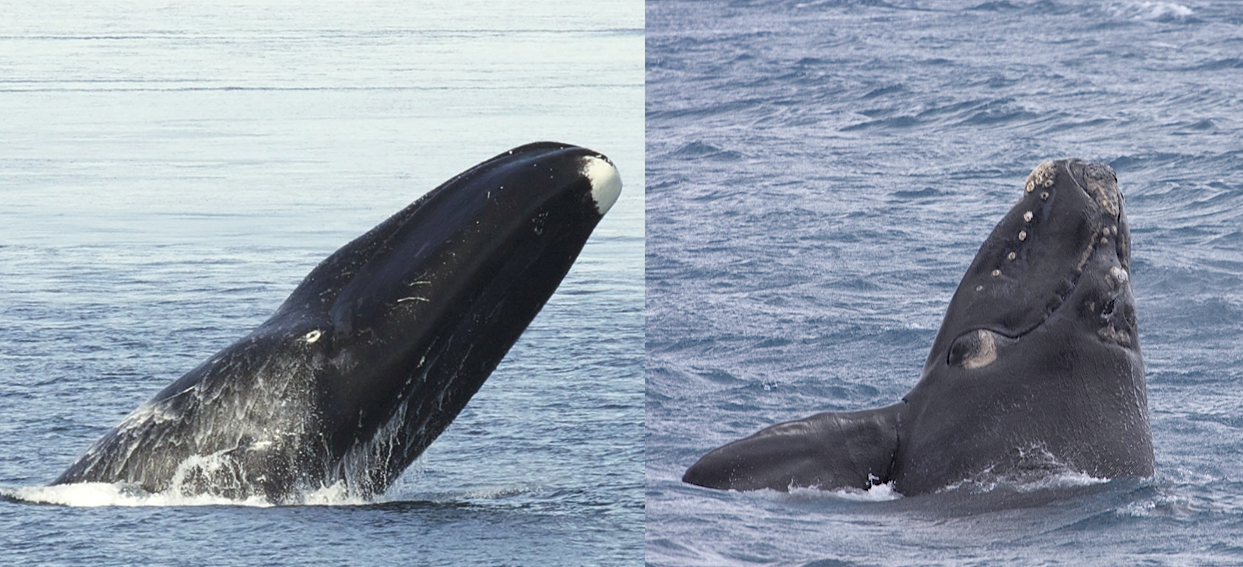
Balene in emersione

Una balena è, in senso lato, qualsiasi cetaceo di taglia gigantesca, come il capodoglio e i misticeti (balenottere, megattere e balenidi). Il termine è usato in questo senso in espressioni come "caccia alla balena", "canto delle balene", "protezione delle balene". Esso deriva dal latino bālaena, bāllaena o bālēna (dal greco antico: φάλαινα?, phálaina o φάλη, phálē dalla stessa radice indoeuropea del tedesco Wal, dell'inglese whale e dello svedese val).
Su alcuni dizionari della lingua italiana il significato del termine è fatto ricondurre specificatamente alla famiglia Balaenidae.
Secondo Herman Melville, scrittore del famoso romanzo Moby Dick, il termine balena contiene al suo interno tutte le specie dell'ordine dei cetacei ed è proprio secondo questa definizione che il capodoglio Moby Dick è "la balena bianca".

## Comportamento
A causa del loro habitat, le balene sono "respiratrici coscienti": devono decidere quando respirare. Riguardo al sonno, tutti i mammiferi dormono e così fanno anche le balene, con l'unica differenza che non possono cadere in stato di incoscienza per periodi troppo lunghi, proprio perché devono essere coscienti per poter respirare. La soluzione a questo problema è ottenuta facendo sì che dorma solo un emisfero per volta del loro cervello. Così le balene non sono mai completamente addormentate ma possono comunque riposare secondo i loro bisogni. I cetacei dormono circa 8 ore al giorno.
Sulla sommità del dorso si può riconoscere un foro denominato sfiatatoio che viene utilizzato dal mammifero per espellere i residui idrici e mucosi presenti nell'apparato respiratorio.

## Riproduzione
Le femmine di balena danno alla luce normalmente un solo cucciolo lungo dai 5 ai 7 m. Sono dei placentati. Nella maggior parte delle balene la maturità riproduttiva arriva tardi, tipicamente a 7-10 anni. Questa strategia fornisce a ogni nuovo nato un'alta percentuale di sopravvivenza.
Al parto il piccolo nasce facendo uscire prima la coda, in modo da minimizzare il rischio di affogare. Le madri delle balene nutrono i giovani in modo attivo, spruzzando il latte grasso nelle loro bocche.

## Filogenesi
Le balene sono discendenti dei mammiferi che vivevano sulla terraferma. I loro antenati hanno iniziato ad adattarsi alla vita acquatica approssimativamente 50 milioni di anni fa. Una recente scoperta (2009: la notizia è stata pubblicata dalla rivista statunitense online PLosOne, Public Library of Science) conferma l'ipotesi che i più antichi antenati dei cetacei attuali avevano origini terrestri: le balene venivano a terra per partorire.

## Numeri
La balenottera azzurra (Balaenoptera musculus) è il più grande tra i cetacei viventi, le sue dimensioni arrivano a 33 m di lunghezza per 160 t di peso, l'equivalente di 28-30 elefanti africani adulti.

## Balene ed esseri umani

### Conservazione
La maggior parte delle specie di grandi balene è a rischio di estinzione a causa della caccia a cui sono sottoposte.

### Caccia alla balena
Nel corso dei secoli, le grandi balene sono state cacciate per l'olio, la carne, i fanoni e l'ambra grigia. Fino alla metà del ventesimo secolo, la caccia alla balena ha condotto molte popolazioni di balene alla quasi estinzione. La commissione internazionale di caccia alla balena ha introdotto una moratoria sulla caccia alla balena nel 1986. Per vari motivi, alcune eccezioni a questa moratoria esistono; le nazioni che nonostante i limiti imposti dalla Commissione internazionale per la caccia alle balene praticano la caccia sono la Norvegia, l'Islanda e il Giappone. Oltre a queste ci sono anche le comunità aborigene della Siberia, dell'Alaska e del Canada del Nord, perché la caccia alla balena fa parte della loro tradizione culturale e rappresenta un mezzo di sostentamento primario della popolazione.
Il 21 dicembre 2007 il Giappone ha rinunciato alla caccia alle specie a rischio di estinzione, tuttavia non abolendola del tutto. Pochi anni più tardi però, il 1 luglio 2019, la caccia alle balene per scopi commerciali venne nuovamente legalizzata, dopo il ritiro del Paese nipponico dalla Commissione internazionale per la caccia alle balene, avvenuto nel 2018.

### Reti da pesca
Parecchie specie di piccole balene restano impigliate nelle reti dei pescatori durante le fasi di pesca, questa situazione può impedire alle balene di risalire in superficie a respirare e le condanna ad una morte per annegamento. Questo capita specialmente durante la pesca del tonno nell'Oceano Pacifico dove ogni anno migliaia di delfini muoiono annegati. In vari paesi le piccole balene sono ricercate come fonte alimentare pregiata, per l'olio o per la carne da usare come esca.

### Sonar e test sismici
Gli ecologi lungamente hanno sostenuto che alcuni cetacei, comprese le balene, sono messi in pericolo dai sonar usati nei mezzi navali più moderni.
Nel 2003 scienziati britannici e spagnoli hanno suggerito con vari articoli pubblicati sulla rivista Nature che i sonar possono causare spiaggiamenti e causare embolie gassose. Gli spiaggiamenti di balene sono diffusi tra varie specie (maggiormente tra quelle che usano un sistema di ecolocazione). Per studiare il fenomeno, sono state prese in considerazione tutte le registrazioni di spiaggiamenti degli ultimi 1000 anni riportate in scritti religiosi e nelle indagini scientifiche per cercare di valutare l'incidenza dei sonar in questo fenomeno.
A seguito di un crescente interesse pubblico, l'ordinamento giudiziario degli Stati Uniti ha ordinato al reparto della difesa degli Stati Uniti di limitare rigorosamente l'uso del sonar a bassa frequenza durante i periodi di pace. Tentativi per ottenere simili risultati sulle navi inglesi, effettuati in Gran Bretagna dalle società per la conservazione delle balene e dei delfini, non hanno per ora ottenuto esiti positivi. Il Parlamento europeo d'altra parte ha chiesto ai membri dell'UE di limitare l'uso di sistemi sonar di una certa potenza fino a quando non si saranno fatti studi sugli impatti ambientali di tali tecnologie.
Inoltre i conservazionisti sono preoccupati anche che i test sismici usati per rilevare giacimenti di petrolio e di gas sottomarini possono danneggiare le capacità di ecolocazione e di udito delle balene. Suggeriscono anche che le modifiche, ai campi magnetici naturali, causate dai test possono essere a loro volta responsabili degli spiaggiamenti.

## Cultura di massa

### Miti e leggende

#### Bibbia
La Bibbia sembra accennare alle balene per cinque volte:
(Genesi 1:21)
(Giobbe 7:12)
(Ezechiele 32:2)
(Giona 2:1-3)
(Matteo 12:40)
Tutte queste citazioni sono desunte dalla versione protestante di re Giacomo che traduce con "balena" il termine greco κῆτος. Nei testi biblici, tuttavia, non c'è evidenza che questi animali del mare fossero effettivamente balene, tant'è vero che il termine ebraico, per esempio nel libro di Giona, è dag gadòl (דג גדול), letteralmente "grande pesce".

#### Luciano di Samosata
Nel romanzo fantascientifico di Luciano di Samosata, Storia Vera, l'autore e il gruppo di compagni è inghiottito, nel libro II, da un κῆτος, cioè un cetaceo, una balena. I personaggi possono vivere per alcuni mesi nel corpo della balena nutrendosi dei pesci e degli uccelli che entrano nel corpo del cetaceo, costruendo abitazioni sui sedimenti che si trovano nell'enorme corpo della bestia.

#### Within Piscator
Il poemetto in latino medievale Within Piscator, risalente al X secolo e attribuito a Letaldo di Micy, narra la storia di un pescatore di Rochester che durante una battuta di pesca viene ingoiato da una balena e rimane nel suo ventre per diverso tempo prima di riuscire a fuggirne.

### Narrativa

#### Moby Dick
La caccia delle balene è l'argomento di uno dei classici della letteratura americana, Moby-Dick di Herman Melville, ove Ismaele, il narratore, dedica una digressione alla cetologia (capitolo XXXII). In continuità con il racconto biblico ed in accordo con l'opinione conservatrice dei marinai di Nantucket, egli preferisce definire la balena come "un pesce sputante con una coda orizzontale", pur dimostrando di conoscere gli studi di Linneo che, da più di ottant'anni, classificavano i cetacei tra i mammiferi.

### Cinema
Nella versione di Walt Disney del romanzo per ragazzi Pinocchio di Carlo Collodi, il burattino protagonista della storia e suo padre Geppetto vengono ingoiati da una balena, che nella versione originale porta il nome di Monstro. Va però notato che nel romanzo originale Pinocchio finisce nella pancia di un pescecane, un gigantesco pesce mostruoso.
In seguito a questo adattamento il  personaggio è stato identificato come balena anche in altre versione della fiaba, sia cinematografiche sia cartacee.